# AMX-10RC
AMX-10RC je francusko borbeno oklopno vozilo kojeg proizvodi tvrtka GIAT. Više od 300 ovakvih vozila nalazi se u službi francuske vojske, a 120 vozila je prodano u inozemstvo, 108 Maroku i 12 Kataru. AMX-10RC je kotačna i teško naoružana verzija AMX-10P borbenog oklopnog vozila, s kojim dijeli i neke koponente. AMX-10RC je amfibijsko vozilo, koje ima vrlo dobru pokretljivost. Obično služi kao vozilo za blisku vatrenu potporu.

## Naoružanje
AMX-10RC je naoružan s Giat Industries 105 mm G2 topom koji ispaljuje sve standardne NATO granate za top kalibara 105 milimetra. Top je s modernim granatama učinkovit protiv oklopnih borbenih vozila na udaljenosti do 2 kilometra. Top i kupola nisu stabilizirani, pa AMX-10RC može precizno otvarati topovsku paljbu samo kada se zaustavi. Borbeni komplet sastoji se od 38 granata. Sustav upravljanja paljbom COTAC se sastoji od termovizije Thompson-CSF Model DIVT 16, laserskim daljinomjerom dometa 10 kilometra i preciznosti +/- 5 metara. Uz to, SUP je opremljen i digitalnim balističkim računalom. Suvremena termovizijska kamera može otkrivati ciljeve na udaljenosti do 4000 metara, a preciznost paljibe ne ovisi o tome dali je dan ili noć. Nakon što je cilj otkriven, topnik ga mora pratiti dvije do tri sekunde dok balističko računalo izračuna sve potrebne parametre za otvaranje paljbe (udaljenost, brzina kretanja cilja i slični izračuni). Nakon tih 3 sekunde, još 1,5 sekundi je potrebno za unošenje mogućih ispravaka u parametrima i nakon toga topnik može pucati.

## Pokretljivost
Pokretljivost AMX-10RC vozila je jako dobra. Strateška pokretljivost dobila se ugradnjom velikog spremnika za gorivo i velikom autonomijom vozila do čak 1000 kilometara. Maksimalna brzina mu je 85 km/h. U prve serijska vozila ugrađivan je Renaultov motor HS 115 koji razvija 260 KS. Kasnije, tijekom 1983. donesena je odluka da se u posljednju proizvodnu seriju vozila ugradi Dieselov motor Baudouin Model 6F 11 SRX maksimalne snage 280 KS. Novi motor, uz povećenja snage od 20 KS je imao i manju potrošnju koja je omogućila autonomiju kretanja od 1000 kilometara.
Razlika ovog vozila od drugih koja se kreću na kotačima je način na koji mijenja smjer. Umjesto da kao i kod većine takvih vozila, smjer mijenja zaokretanjem prednjih kotača u željenom smjeru, AMX-10RC se koristi sustavom kočenja sličnom kao i na gusjeničnim vozilima. Tako se smjer mijenja smanjivanjem brzine kotača na jednoj strani vozila, recimo desnoj, kako bi se skrenulo desno. Isti takav sustav mijenjanja smjera imaju i tenkovi, koji prilikom skretanja zakoće gusjenice na onoj strani na koju se hoće skrenuti i vozilo se jednostavno zarotira. Takav način pojednostavljuje konstrukciju, ali povećava naprezanje transmisije, trošenje kočnica i pneumatika.
AMX-10RC ima i amfibijska svojstva. Za kretanje u vodi koristi dvije vodene mlaznice koje su postavljene na kraju vozila. Mlaznice se pokreću uz pomoć glavnog motora. Maksimalna brzina plovljenja iznosi 7,2 km/h. Uz amfibijska svojstva, ima i dobra svojstva kretanja po neravnom terenu zahvaljujući hidropneumatskom oslanjanju. Uz pomoć hidropneumatika vozilo može mijenjati svoju udaljenost od tla. Minimalna udaljenost od tla je 210 mm, normalna 350 mm, za vožnju po teškom terenu 470 mm i za amfibijske operacije maksimalnih 600 mm.
AMX-10RC se može transportirati zrakom s transportnim zrakoplovima C-130 Hercules, Iljušin Il-76 ili Boeing 747.

## Oklop
AMX-10RC ima oklop napravljen od zavarenih aluminijskih ploča koje štite posadu od djelovanja vatre pješačkog oružja malog kalibra i krhotina granata. Na taj osnovni oklop može se postaviti dodatni pasivni oklop čiji podaci o svojstvima, razni zaštite i materijalu nisu poznati. Uz pasivni oklop, postavljen je i aktivni sustav zaštite. Taj sustav ima svrhu ometanja vođenih protuoklopnih raketa. Sustav se sastoji od rotirajuće glave s deset IC odašiljača, nadzorne kutije i kabela potrebnih za povezivanje dijelova sustava. Ovaj sustav prema navodima proizvođača, štiti vozilo od protuoklopnih raketa druge generacije.

## Vanjske poveznice
- Giat-industries.fr
- FAS.org
- Army-technology.com